# Couronne de l'Avent
 (novembre 2014).
Si vous disposez d'ouvrages ou d'articles de référence ou si vous connaissez des sites web de qualité traitant du thème abordé ici, merci de compléter l'article en donnant les références utiles à sa vérifiabilité et en les liant à la section « Notes et références ».

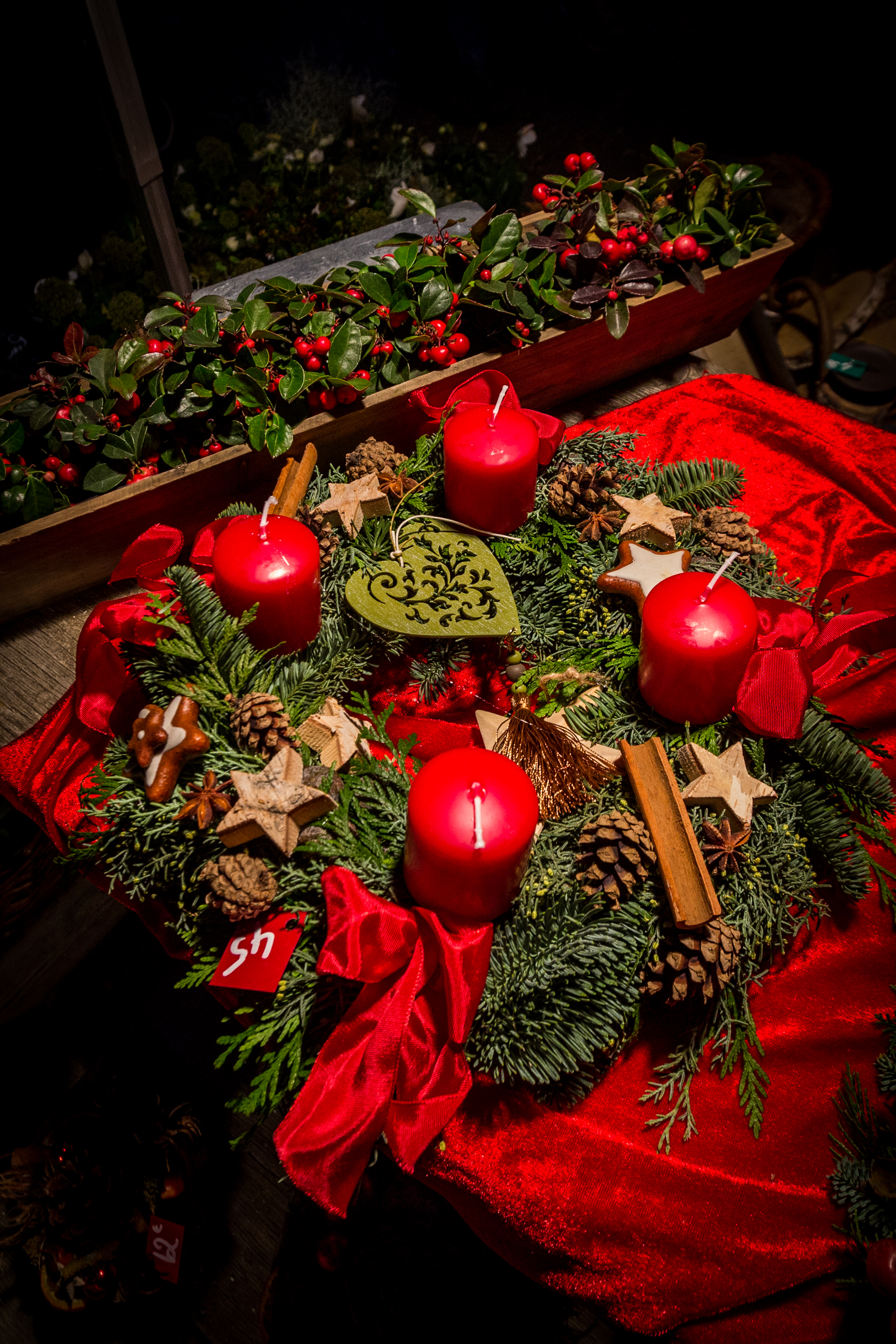
Couronne de l'Avent

La couronne de l’Avent est une tradition chrétienne symbolisant le temps de l'Avent précédant la Nativité.

## Histoire
Selon certaines sources[Lesquelles ?], la couronne de l'Avent est une tradition pré-chrétienne issue d'Allemagne. Elle devient chrétienne dès le XVIe siècle.
Selon d'autres sources[Lesquelles ?], elle fut inventée par le pasteur luthérien Johann Hinrich Wichern (1808-1884). Éducateur et théologien de Hambourg, il fonde la Mission intérieure d’Allemagne. Cette institution recueillait des enfants très pauvres dans le Rauhe Haus près de Hambourg, une vieille ferme et il s’occupait d’eux. Comme, pendant le temps de l'avent, ils lui demandaient toujours quand Noël allait enfin arriver, il fabriqua en 1839 une couronne de bois, avec vingt petits cierges rouges et quatre grands cierges blancs. Chaque matin, un petit cierge de plus était allumé et, à chaque dimanche d’avent, un grand cierge.
Depuis 1860, l’année où est née officiellement la couronne de l'Avent[réf. nécessaire], on utilise des branches de sapin ; depuis le début du XXe siècle, elle est devenue en Allemagne une des traditions de Noël. En Alsace, elle apparaît entre les deux guerres mondiales, introduite par des mouvements de jeunesse protestants. En Autriche, la coutume ne s’est introduite qu’après 1945.[réf. nécessaire]

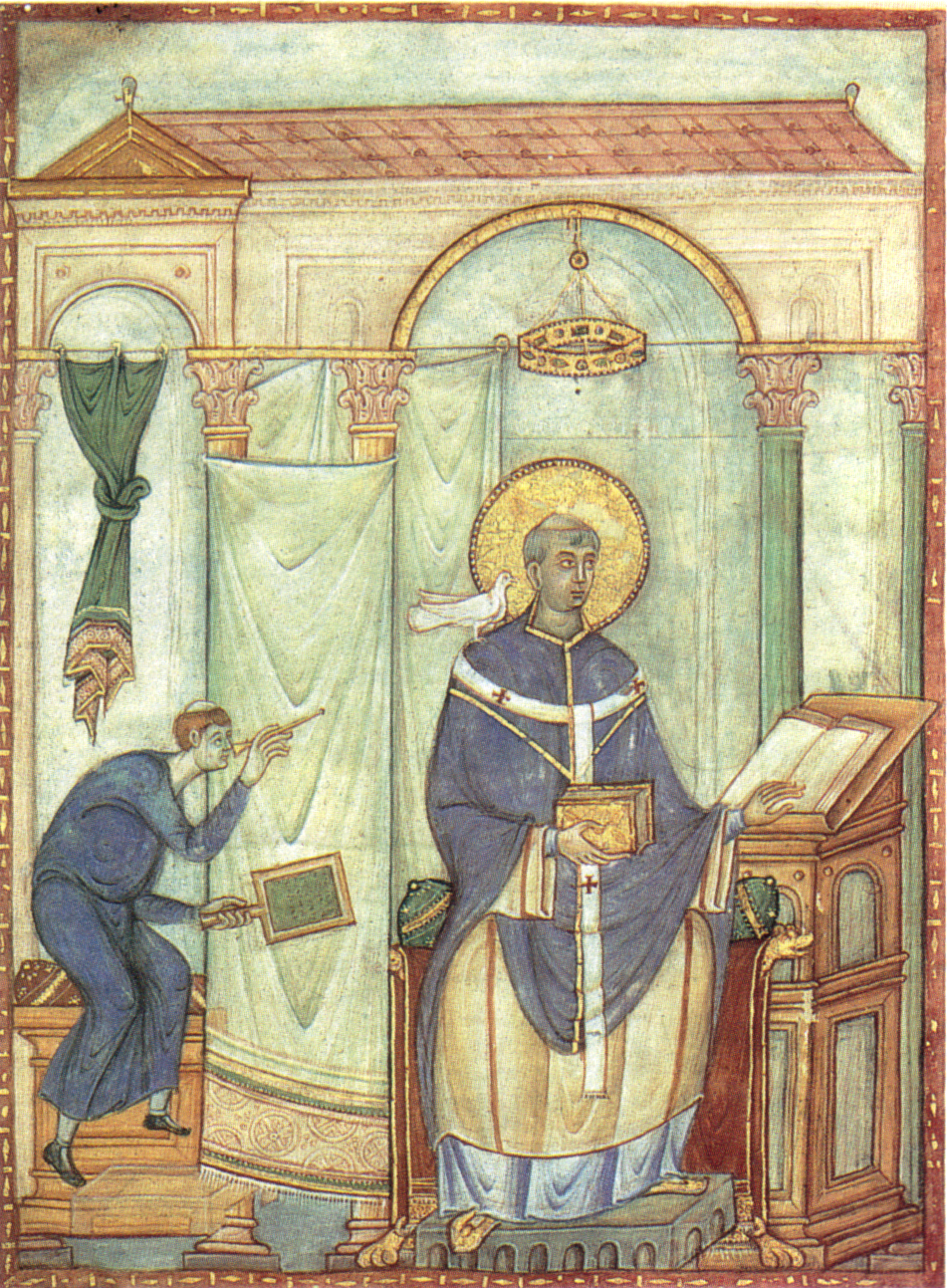
Bibliothèque d'État de Trèves, Hs. 171/1626 (Registrum Gregorii de Trèves, vers 983).

Cet usage allemand a été repris dans de nombreux pays. Dans les églises de rite orthodoxe se trouvent çà et là des couronnes avec six cierges, conformément à une durée plus longue de l'Avent. D'ailleurs, on ne peut pas exclure au contraire la possibilité que l'origine en vienne de l'Église d'Orient. En effet, c'était le pape saint Grégoire Ier († 604) qui aurait importé l'Avent en Occident[réf. nécessaire]. Dans un dessin achevé vers 983 et conservé à la bibliothèque d'État de Trèves, on aperçoit, au-dessus du saint pape, un lustre à roue, pour lequel certains font l'hypothèse, non prouvée  que ce pourrait être une couronne de l'Avent[réf. nécessaire].

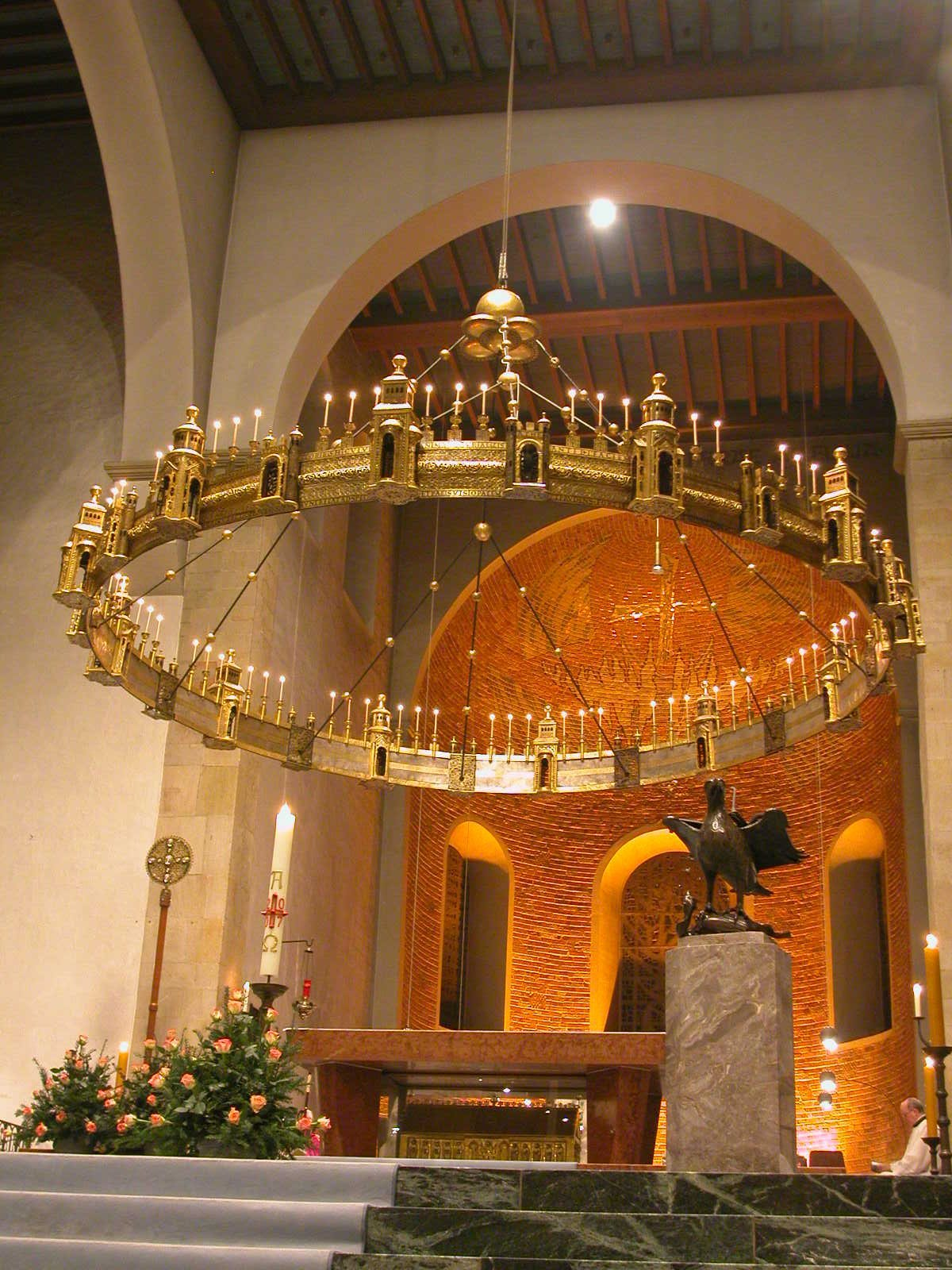
Un lustre à roue.

## Symbolique
La couronne et ses cierges représente la Jérusalem céleste.

### La couronne
Il existe des interprétations différentes quant à la symbolique de la couronne de l'Avent. On pense volontiers au monde et aux quatre points cardinaux. Le cercle symbolise également l'éternité donnée à la vie par la résurrection, par lui-même le vert symbolise la vie, et les cierges la lumière qui vient et éclairera le monde dans la nuit de Noël.[réf. nécessaire]

### Les bougies
Comme pour la couronne, il existe plusieurs interprétations quant au sens des bougies.
La plus courante est que chacune des bougies représente l'une des étapes du salut du monde :
- le pardon, avec Adam et Eve,
- la foi, avec Abraham,
- la joie, avec David,
- la paix et la justice, avec les prophètes.

Une autre possibilité est qu'il y a la paix et les trois vertus théologales[réf. nécessaire].

### Symbolique chrétienne
Dans la Tradition chrétienne, la couronne, symbole de royauté et de martyre évoque le Messie-Roi et sa Sainte Couronne d'épines. Le vert des rameaux évoque la naissance attendue de Jésus-Christ, l'enfant de la crèche. Cette naissance symbolise pour les chrétiens le renouveau de la terre entière.
Quant aux quatre bougies qui renvoient aux quatre dimanches de préparation à Noël et font écho aux textes lus pendant les célébrations, elles ont chacune un symbolisme précis dans la tradition catholique. La première incite à veiller dans l'attente du Messie, la seconde fait entendre la voix de Jean-Baptiste qui crie dans le désert, la troisième incite à la joie car le Seigneur est proche, la quatrième annonce les événements juste avant la naissance du Christ. Quant aux flammes des bougies, elles symbolisent l'Espérance, l'une des trois vertus théologales des chrétiens.

## Traditions

Sur le bâtiment à gauche, une couronne de l'Avent est visible sur le tableau Le Dénombrement de Bethléem de Pieter Brueghel l'Ancien (1566)

On allume les bougies les quatre dimanches avant Noël. La première bougie est allumée le premier dimanche de l'Avent (Avent et avant sont deux mots de différentes étymologies).
Traditionnellement, les quatre bougies sont rouges et massives. Le premier dimanche, on allume une seule bougie ; le deuxième dimanche, l'ancienne bougie et une nouvelle (donc deux), le troisième dimanche, les deux anciennes bougies et une nouvelle (donc trois) ; le quatrième dimanche, les trois anciennes et la dernière (donc les quatre).
La difficulté est alors de laisser durer une bougie quatre dimanches, une deuxième trois dimanches et une troisième deux dimanches, mais on peut également les remplacer afin d'obtenir chaque dimanche un ensemble homogène : les couronnes sont souvent représentées avec les quatre bougies de la même taille allumées, ce qui n'est possible qu'en changeant les bougies.
On allume toujours la quatrième bougie le dimanche précédant le 25 décembre, même si Noël tombe un dimanche, contrairement à la vieille tradition de l'Église latine, où la quatrième semaine de l'Avent peut être incomplète. Cependant, dans certaines régions à tradition germanique comme l'Alsace, la quatrième bougie de l'Avent est souvent allumée le jour de Noël.
Ainsi, le premier dimanche de l'Avent le plus avancé est le 3 décembre (la quatrième bougie sera allumée le dimanche 24, la veille de Noël), et le plus reculé dans l'année, le 27 novembre (la quatrième bougie sera allumée le dimanche 18, donc 7 jours avant Noël). La raison est simple : on n'allume pas la quatrième bougie à Noël puisqu’il n'y a plus de jours d'attente.